# デーブ・カーニー
デーブ・カーニー（Dave Kearney、1989年6月19日 - ）は、メジャーリーグラグビー、シカゴ・ハウンズに所属するラグビーユニオン選手。

## プロフィール
- アイルランド・ダンドーク出身[1]。
- 現役時代のポジションはウィング(WTB)。
- 身長 180cm、体重 90kg
- 兄のロブもラグビー選手(元アイルランド代表)[2]。
- U20アイルランド代表に選ばれたことがある[3]。
- アイルランド代表通算キャップ数は19でワールドカップ2015のアイルランド代表に選ばれた[4]。

## 略歴
レンスターを経て、2023年、シカゴ・ハウンズに加入。 